# Mestaruussarja 1963
La Mestaruussarja 1963 fu la cinquantaquattresima edizione della massima serie del campionato finlandese di calcio, la trentatreesima come Mestaruussarja. Il campionato, con il formato a girone unico e composto da dodici squadre, venne vinto dal Reipas Lahti.

## Squadre partecipanti
| Club         | Città       | Stagione 1962                        |
| ------------ | ----------- | ------------------------------------ |
| Åbo IFK      | Turku       | 1º posto in Suomensarja Länsilohko   |
| Haka         | Valkeakoski | Campione di Finlandia                |
| HIFK         | Helsinki    | 7º posto in Mestaruussarja           |
| HPS          | Helsinki    | 6º posto in Mestaruussarja           |
| KIF          | Helsinki    | 9º posto in Mestaruussarja           |
| KTP          | Kotka       | 1º posto in Suomensarja Itälohko     |
| KuPS         | Kuopio      | 5º posto in Mestaruussarja           |
| MiPK         | Mikkeli     | 4º posto in Mestaruussarja           |
| Reipas Lahti | Lahti       | 2º posto in Mestaruussarja           |
| TaPa         | Tampere     | 3º posto in Mestaruussarja           |
| TPS          | Turku       | 8º posto in Mestaruussarja           |
| VIFK         | Vaasa       | 1º posto in Suomensarja Pohjoislohko |

## Classifica finale
|  | Pos. | Squadra      | Pt | G  | V  | N | P  | GF | GS | DR  |
|  | ---- | ------------ | -- | -- | -- | - | -- | -- | -- | --- |
|  | 1.   | Reipas Lahti | 32 | 22 | 13 | 6 | 3  | 44 | 18 | +26 |
|  | 2.   | Haka         | 31 | 22 | 15 | 1 | 6  | 56 | 20 | +36 |
|  | 3.   | Åbo IFK      | 25 | 22 | 11 | 3 | 8  | 44 | 32 | +12 |
|  | 4.   | HIFK         | 24 | 22 | 9  | 6 | 7  | 42 | 30 | +12 |
|  | 5.   | KTP          | 23 | 22 | 10 | 3 | 9  | 44 | 42 | +2  |
|  | 6.   | KuPS         | 22 | 22 | 8  | 6 | 8  | 29 | 31 | -2  |
|  | 7.   | MiPK         | 20 | 22 | 7  | 6 | 9  | 33 | 37 | -4  |
|  | 8.   | HPS          | 20 | 22 | 8  | 4 | 10 | 36 | 41 | -5  |
|  | 9.   | KIF          | 20 | 22 | 8  | 4 | 10 | 26 | 40 | -14 |
|  | 10.  | TPS          | 19 | 22 | 7  | 5 | 10 | 23 | 35 | -12 |
|  | 11.  | TaPa         | 17 | 22 | 6  | 5 | 11 | 27 | 43 | -16 |
|  | 12.  | VIFK         | 11 | 22 | 4  | 3 | 15 | 27 | 62 | -35 |

Legenda:
      Campione di Finlandia e ammessa alla Coppa dei Campioni 1964-1965
      Vincitore della Suomen Cup 1963 e qualificato in Coppa delle Coppe 1964-1965
      Retrocesse in Suomensarja
Note:
Due punti a vittoria, uno a pareggio, zero a sconfitta.